# Esterhazya triflora
Esterhazya triflora är en snyltrotsväxtart som beskrevs av R.B. de Moura och R.J.V. Alves. Esterhazya triflora ingår i släktet Esterhazya och familjen snyltrotsväxter. Inga underarter finns listade i Catalogue of Life.